# Barranc de la Coma d'Orient
El barranc de la Coma d'Orient és un barranc afluent indirecte de la Noguera Pallaresa. Discorre íntegrament pel terme de Conca de Dalt, al Pallars Jussà, dins de l'antic terme d'Hortoneda de la Conca.
S'origina al vessant sud-occidental del Tossal de Caners, pertanyent a la Serra de Boumort, i davalla cap a l'oest-nord-oest, passa per los Canemassos, on rep tot de canals que baixen de les Emprius, serra paral·lela pel nord de la del Boumort, concretament del Solà de la Coma d'Orient. A l'extrem occidental de la Coma d'Orient, arriba als Masos de la Coma, on hi ha tot de bordes pertanyents a Hortoneda, i just després salta pel Serrat de la Pera i es transforma en la llau dels Carants. Aquesta llau es transforma després en el barranc del Vinyal, el qual va a afluir en la llau de Perauba.
És el corrent d'aigua que prové de l'extrem més al nord-est del terme de Conca de Dalt.